# It girl

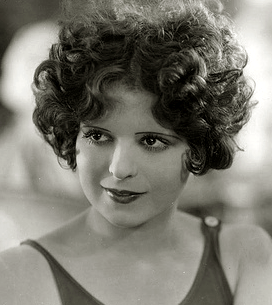
Clara Bow popularizó el término en 1927, con la película It.

El término «it girl» es una frase en inglés que puede aplicarse a una joven que posee atractivo y que es influyente. Y ambas cosas pueden resumirse con el pronombre «it». El uso inicial de la palabra en este sentido puede verse en un cuento de Rudyard Kipling: «No es la belleza, por decirlo así, ni buena charla necesariamente. Es sólo 'eso'.»
La expresión it girl se originó en la sociedad británica de clase alta durante el siglo XX. Ganó más atención en 1927 con la popularidad de la película de Paramount Studios It, protagonizada por Clara Bow. Durante sus primeros usos, una mujer era especialmente percibida como una it girl si ella había alcanzado un alto nivel de popularidad sin hacer alarde de su sexualidad. Hoy en día, el término se utiliza más para aquellas mujeres que poseen un cierto grado de fama y belleza. El Oxford English Dictionary distingue el término entre el uso estadounidense de «una actriz, modelo, etc. glamorosa, vivaz o sexualmente atractiva», y el uso británico de «una mujer joven y rica que ha alcanzado la fama debido a su estilo de vida social».
La versión masculina de it girl es it boy.

## Concepto histórico
Un uso literario de la misma en este sentido se encuentra en una historia corta de 1904 por Rudyard Kipling, que contiene la frase «No es la belleza, por decirlo así, ni buena charla necesariamente. Es sólo 'eso'. Algunas mujeres se quedarán en la memoria de un hombre si alguna vez caminan por la calle.»
La invención del concepto de «it» se atribuye a menudo a Elinor Glyn, quien escribió el libro que inspiró la película It. En la introducción a la película, Glyn describió el término así:

«Eso es esa cualidad que poseen algunos que atrae a todos los demás con su fuerza magnética. Con eso se gana todos los hombres, si eres mujer, y a todas las mujeres, si eres hombre.
Elinor Glyn (1927)

 y 

«Confianza en uno mismo y la indiferencia si usted es agradable o no, y algo en ti que da la impresión de que no son en absoluto frío.»
Elinor Glyn (1927)

Glyn saltó a la fama como la autora del superventas de 1907, Three Weeks. Se le atribuye ampliamente la invención del concepto «it girl»: aunque la jerga se utilizó antes del libro y la película, la cual fue responsable de su impacto en la cultura de la década de 1920. La película se planeó como un escaparate especial para la popular estrella de Paramount Studios Clara Bow y para su buena actuación e introdujo el término «it» en el léxico cultural. Bow dijo que no estaba segura del significado de «it», aunque identificó a Lana Turner, y más tarde a Marilyn Monroe como «it girls» y a Robert Mitchum como «it boy».

## «It girls» modernas
Desde la década de 1980, «it girl» o «it-girl» se ha utilizado de manera ligeramente diferente, refiriéndose a una mujer joven adinerada, normalmente desempleada, que aparece en los tabloides yendo a muchas fiestas a menudo en compañía de otras celebridades, recibiendo cobertura de los medios a pesar de que no tener logros o apariciones en televisión. El escritor William Donaldson observó que, tras haber sido inicialmente acuñado en la década de 1920, el término fue aplicado en la década de 1990 para describir una «mujer joven de sex appeal notable que se entretenía comprando zapatos y yendo a fiestas».
La prominencia de una «it girl» suele ser temporal; algunas de las «It girls» en ascenso se convertirán en celebridades de pleno derecho, generalmente inicialmente a través de apariciones en programas de televisión o series; sin tales soportes, su popularidad normalmente se desvanecerá.
Algunas «it girls» son:
- Edie Sedgwick (1943-1971), actriz y modelo estadounidense, y musa de Andy Warhol, fue nombrada «it girl».
- Chloë Sevigny (n. 1974), actriz y exmodelo estadounidense, fue descrita como «it girl» por Jay McInerney de The New York Times a principios de los 1990 debido a su condición de empresaria de la moda.[12]
- Alexa Chung (n. 1983), escritora británica, es otra muy conocida «it girl».[13]
- Calu Rivero (n. 1987), actriz argentina, ha sido apodada por los medios de comunicación locales como la nueva «it girl» del país, al ser un icono de la moda y popular entre los jóvenes.[14][15]
- Jessi (n. 1989), rapera estadounidense-surcoreana, es considerada «it girl» por la revista francesa Elle.[16]
- Jeanne Damas (n. 1992), diseñadora francesa, es la «it girl» de Francia, la cual tiene una línea de ropa y cosméticos.[17]
- Jennie (n. 1996), cantante surcoreana, es considerada una «it girl» por la revista francesa L'Officiel.[18]